# Carl Rechlin (Sohn)

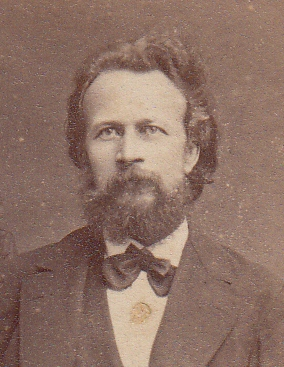
Carl Rechlin

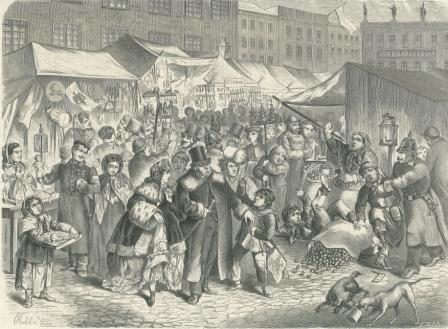
Der Weihnachtsmarkt in Berlin (Holzstich, 1866)

Carl Wilhelm Ludwig Bernhard Rechlin (* 24. Oktober 1836 in Tempelhof bei Berlin; † 26. Dezember 1882 in Tempelhof) war ein deutscher Militär- und Genremaler.

## Leben
Carl Rechlin wurde als zweites Kind des Schlachtenmalers Carl Rechlin und seiner Frau Louise Rechlin, geb. Stackebrandt, in Tempelhof bei Berlin geboren. Seine Ausbildung erhielt er zwischen 1854 und 1855 an der Königlichen Akademie der Künste in Berlin. 
Neben Gemälden aus dem Militär- und Genrebereich fertigte er überwiegend Holzstiche für Illustrierte Zeitungen an. Bis zum Tode seines Vaters hat er seine Werke mit „CRechlin.Sohn“ und alle nach 1875 entstandenen Bilder mit „CRechlin“ signiert.
1856 und 1858 wurden Werke von ihm auf den Kunstausstellungen der Königlichen Akademie der Künste in Berlin ausgestellt.
1861 heiratete er Iwanny Theophanie Joachine Rechlin, geb. Homuth, mit der er zwei Kinder bekam. Aus der zweiten Ehe mit Anna Josephine Wilhelmine, geb. Scharnagel, ging ein weiteres Kind hervor. Am 26. Dezember 1882 starb Carl Rechlin in Tempelhof an einer Brusterkrankung.
Da Carl Rechlin den gleichen Namen wie sein Vater trug und ebenfalls Maler wurde, führte die Namens- und Berufsgleichheit von Vater und Sohn nach deren Tod dazu, dass sie in der Künstlerwelt irrtümlich zu einer Person zusammengefasst wurden.

## Werke (Auswahl)
- 1866: Der Weihnachtsmarkt in Berlin. Holzstich in Über Land und Meer. Allgemeine Illustrirte Zeitung.
- um 1870: Eine Brautfahrt im Spreewalde, Eine Kindtaufsfeier im Spreewalde. Zwei Lithographien aus dem Verlag Otto Humburg. (Wendisches Museum, Cottbus.)
- 1871: Einzug der Truppen in Berlin. Enthüllung des Denkmals Friedrich Wilhelm’s III. Holzstich in Über Land und Meer. Allgemeine Illustrirte Zeitung.
- 1878: Die Doppelvermählung in der preußischen Königsfamilie. Holzstich in Über Land und Meer. Allgemeine Illustrirte Zeitung.
- 1878: Sitzung des Kongresses zu Berlin. Holzstich in Über Land und Meer. Allgemeine Illustrirte Zeitung.